# Тейлор, Лоррейн
Лоррейн Тейлор (англ. Lorraine Taylor; 20 сентября 1961, Новая Зеландия — 3 мая 2025) — новозеландская футболистка, полузащитник.
Участница первого чемпионата мира среди женщин в Китае в составе национальной сборной.

## Карьера

### Карьера в сборной
В 1989 году дебютировала в официальных матчах в составе женской национальной сборной Новой Зеландии по футболу. Её первый выход на поле состоялся 26 марта 1989 года в матче против сборной Австралии.
В 1991 году Тейлор была в составе национальной команды, представлявшей страну на первом чемпионате мира по футболу среди женщин, проходившем в Китае. На турнире она приняла участие в матчах против команд Дании (0:3), Норвегии (0:4) и Китая (1:4).
Всего в составе сборной приняла участие в 22 матчах, не отметившись забитыми мячами.

### Смерть
Скончалась 3 мая 2025 года в возрасте 63 лет. 